# 蔡如蕙
蔡如蕙（16世紀—1644年），四川成都府資縣人，明朝政治人物。

## 生平
蔡如蕙是天啟元年（1621年）四川鄉試舉人，五年（1625年）成進士，獲授丹陽知縣，轉任工部主事、刑部員外郎，其後里居。崇禎十七年（1644年）十二月張獻忠入蜀攻破成都，他起義討伐失敗被殺，清朝乾隆四十一年（1776年）賜諡節愍。